# Vierge à l'Enfant avec deux anges (di Cosimo)
Pour les articles homonymes, voir Vierge à l'Enfant avec deux anges.
Vierge à l'Enfant avec deux anges – en italien Madonna con il Bambino e due angeli – est un tableau réalisé vers 1505-1510 par le peintre italien Piero di Cosimo. Ce panneau exécuté à la peinture à l'huile et a tempera est une Madone qui figure Marie et l'Enfant Jésus divertis par deux anges musiciens. L'œuvre est conservée depuis 1981 dans les collections de la fondation Giorgio-Cini, à Venise.